# 絕命大平台
《絕命大平台》 （西班牙語：El hoyo）是一部2019年的西班牙科幻驚悚電影。導演為加爾德圖·加茲特魯-烏魯蒂亞里，編劇為佩德羅·里書羅、大衛·狄索拉；由伊萬·馬薩格、安東尼亞·聖·胡安、佐里昂·埃奎勒、埃米利奧·布阿勒、亞莉珊卓·馬桑凱主演。電影情節設於一個塔狀監獄，囚犯從監獄中間逐漸下降的大平台拿取食物。2019年9月6日於2019年多倫多國際影展舉行首映。
續集為2024年推出的《絕命大平台2》。

## 劇情
當葛蘭漸漸從昏迷中醒來時，發現自己身處在一座宛如監獄般建築的第48層，這座建築從地表往地底延伸，中間由巨大的方形洞貫穿，一個大平台會將上層住戶吃剩的食物一層層依序送下來。與他同一層的「獄友」崔馬加西知道關於這個神秘處所的規則：每層有兩個人，總人數不詳。如果有辦法往上就能生存，但如果想太多就會再次沉淪。如果在幾乎沒有食物送達的底層，除了自身的勇氣，誰都不能相信……

## 評價
影評網站爛番茄的54條評論中，其中45篇給出了「新鮮」的正面評價，「新鮮度」為83%，平均分數7.43分（滿分10分）。

## 外部連結
- 互联网电影数据库（IMDb）上《絕命大平台》的资料（英文）
- 豆瓣电影上《絕命大平台》的資料 （简体中文）